# Xylena albida
Xylena albida là một loài bướm đêm trong họ Noctuidae.